# Dan Friedman
Dan Friedman (eigentlich Daniel Friedman; * 1947) ist ein US-amerikanischer Ökonom und Hochschullehrer.

## Leben
Friedman erlangte 1969 einen Bachelor of Science in Mathematik am Reed College in Portland. 1973 wurde er im selben Fach an der University of California, Santa Cruz zum Master of Arts graduiert und schließlich 1977 dort unter Stephen Smale zum Ph.D. in Mathematik promoviert. Von 1977 bis 1979 war er als Senior Financial Consultant der Bank of America in San Francisco tätig. Anschließend wechselte er zurück in eine universitäre Laufbahn. Von 1979 bis 1985 lehrte er als Assistant Professor am Department of Economics der University of California, Los Angeles.
Friedman kehrte 1985 als Associate Professor of Economics an die University of California, Santa Cruz zurück, an der er 1986 das LEEPS Lab gründete und dem er als Direktor vorsteht. Er wurde 1989 zum Full Professor an der UCSC ernannt und schließlich 2011 zum Distinguished Professor of Economics. Mittlerweile ist er dort emeritiert. Neben unzähligen Gastprofessuren ist er unter anderem seit 2015 Forschungsprofessor am WZB Berlin.
Friedman wurde 2017 President-elect der Economic Science Association. Seit 2019 ist er Präsident der ESA.
Friedmans Forschungsinteressen liegen in den Bereichen Theorie der Mikroökonomie, Experimentelle Ökonomik und Finanzmärkte.

## Veröffentlichungen (Auswahl)
- mit Barry Sinervo: Evolutionary Games in Natural, Social and Virtual Worlds, Oxford University Press, Oxford 2016, ISBN 978-0-19-998115-1.
- mit R. Mark Isaac, Duncan James und Shyam Sunder: Risky Curves: on the Empirical Failure of Expected Utility, Routledge, London 2014, ISBN 978-1-138-09646-2.
- Morals and Markets: An Evolutionary Account, Palgrave Macmillan, New York 2009, ISBN 978-0-230-61498-7 (koreanische Übersetzung von Dohoon Kim, Muyok Publishers, 2015).
- mit Alessandra Cassar: Economics Lab: An Intensive Course in Experimental Economics, Routledge, London 2004, ISBN 978-0-203-35684-5.
- mit Shyam Sunder: Experimental Methods: A Primer for Economists, Cambridge University Press, Cambridge 1994, ISBN 978-1-107-71055-9 (japanische Übersetzung von T. Uchiki, T. Kawagoe und T. Mori, 1999 sowie chinesische Übersetzung Fang-Fang Tang, 2004).